# Regeringen Ryti II
Regeringen Ryti II var det självständiga Finlands 24:e regering bestående av Framstegspartiet, Socialdemokraterna, Agrarförbundet, Samlingspartiet och Svenska folkpartiet. I regeringen, som var en majoritetsregering, ingick även opolitiska fackministrar. Ministären regerade från 27 mars 1940 till 4 januari 1941. Statsminister Risto Ryti avgick den 19 december 1940 efter valsegern i presidentvalet i Finland 1940. Försvarsminister Rudolf Walden fick sköta statsministerns uppgifter för resten av regeringsperioden.
Ryti var en stark statsminister som tog större ansvar för utrikespolitiken än vad president Kyösti Kallio gjorde. Kallio drabbades dessutom av sjukdom och avgick. Efter fredsfördraget med Sovjetunionen var Ryti en acceptabel figur även i Moskvas ögon under den korta fredstiden i Finland mellan vinterkriget och fortsättningskriget.
| Minister                                                                                 | Ämbetsperiod                                                | Parti                        |
| ---------------------------------------------------------------------------------------- | ----------------------------------------------------------- | ---------------------------- |
| Statsminister Risto Ryti                                                                 | 27 mars 1940–19 december 1940                               | Framstegspartiet             |
| Statsministerns ställföreträdare Rudolf Walden                                           | 19 december 1940–4 januari 1941                             | opolitisk                    |
| Utrikesminister Rolf Witting                                                             | 27 mars 1940–4 januari 1941                                 | Svenska folkpartiet          |
| Justitieminister Oskari Lehtonen                                                         | 27 mars 1940–4 januari 1941                                 | Samlingspartiet              |
| Inrikesminister Ernst von Born                                                           | 27 mars 1940–4 januari 1941                                 | Svenska folkpartiet          |
| Försvarsminister Rudolf Walden                                                           | 27 mars 1940–4 januari 1941                                 | opolitisk                    |
| Finansminister Mauno Pekkala                                                             | 27 mars 1940–4 januari 1941                                 | Socialdemokraterna           |
| Minister i finansministeriet Juho Pilppula                                               | 27 mars 1940–4 januari 1941                                 | Agrarförbundet               |
| Undervisningsminister Antti Kukkonen                                                     | 27 mars 1940–4 januari 1941                                 | Agrarförbundet               |
| Jordbruksminister Pekka Heikkinen Viljami Kalliokoski                                    | 27 mars 1940–15 augusti 1940 15 augusti 1940–4 januari 1941 | Agrarförbundet               |
| Minister i jordbruksministeriet Juho Koivisto                                            | 27 mars 1940–4 januari 1941                                 | Agrarförbundet               |
| Minister för kommunikationsväsendet och allmänna arbetena Väinö Salovaara                | 27 mars 1940–4 januari 1941                                 | Socialdemokraterna           |
| Minister i ministeriet för kommunikationsväsendet och allmänna arbetena Karl-Erik Ekholm | 27 mars 1940–4 januari 1941                                 | opolitisk                    |
| Handels- och industriminister Väinö Kotilainen Toivo Salmio                              | 27 mars 1940–15 augusti 1940 15 augusti 1940–4 januari 1941 | opolitisk Socialdemokraterna |
| Socialminister Karl-August Fagerholm                                                     | 27 mars 1940–4 januari 1941                                 | Socialdemokraterna           |
| Folkförsörjningsminister Väinö Tanner Väinö Kotilainen                                   | 27 mars 1940–15 augusti 1940 15 augusti 1940–4 januari 1941 | Socialdemokraterna opolitisk |
| Minister i folkförsörjningsministeriet Toivo Salmio                                      | 3 oktober 1940–4 januari 1941                               | Socialdemokraterna           |

## Fotnoter
1. ↑  Ryti, Risto. Finlands nationalbiografi. (engelska)
2. ↑  24. Ryti II Arkiverad 28 oktober 2014 hämtat från the Wayback Machine. Statsrådet. (finska)